# غيمتشون

غيمتشون هي مدينة تقع في مقاطعة غيونغسانغ الشمالية، كوريا الجنوبية.يبلغ عدد سكانها 150 ألف نسمة.